# Real Madrid Baloncesto B
Il Real Madrid Baloncesto B  è la squadra riserve di pallacanestro del Real Madrid Baloncesto.

## Storia
La squadra riserve del Real Madrid è stata fondata nel 1955 come CB Fiesta Alegre, ma la squadra è stata attiva già dal 1931. Fiesta Alegre venne poi rinominato Club Hesperia. Con questo nome, la squadra ha partecipato per tre stagioni alla vecchia Liga Española de Baloncesto, il campionato principale spagnolo, disputando anche una finale di Copa del Rey. Hesperia era l'unica squadra riserve a poter giocare queste competizioni, alle quali però rinunciò nel 1960.
Nel 1998 la società è stata rifondata e continua tuttora a giocare nel campionato spagnolo, a parte una breve pausa dal 2003 al 2006. Nel 2006, il Real Madrid Baloncesto B ha partecipato alla LEB Plata, mentre ora milita in Liga EBA.